# ووه
شهر وُوِه (به فرانسوی: Vevey) شهری در بخش ووه در کانتون وو در کشور سوئیس است که ۱۵٬۷۰۰ نفر جمعیت دارد.

## نگارخانه

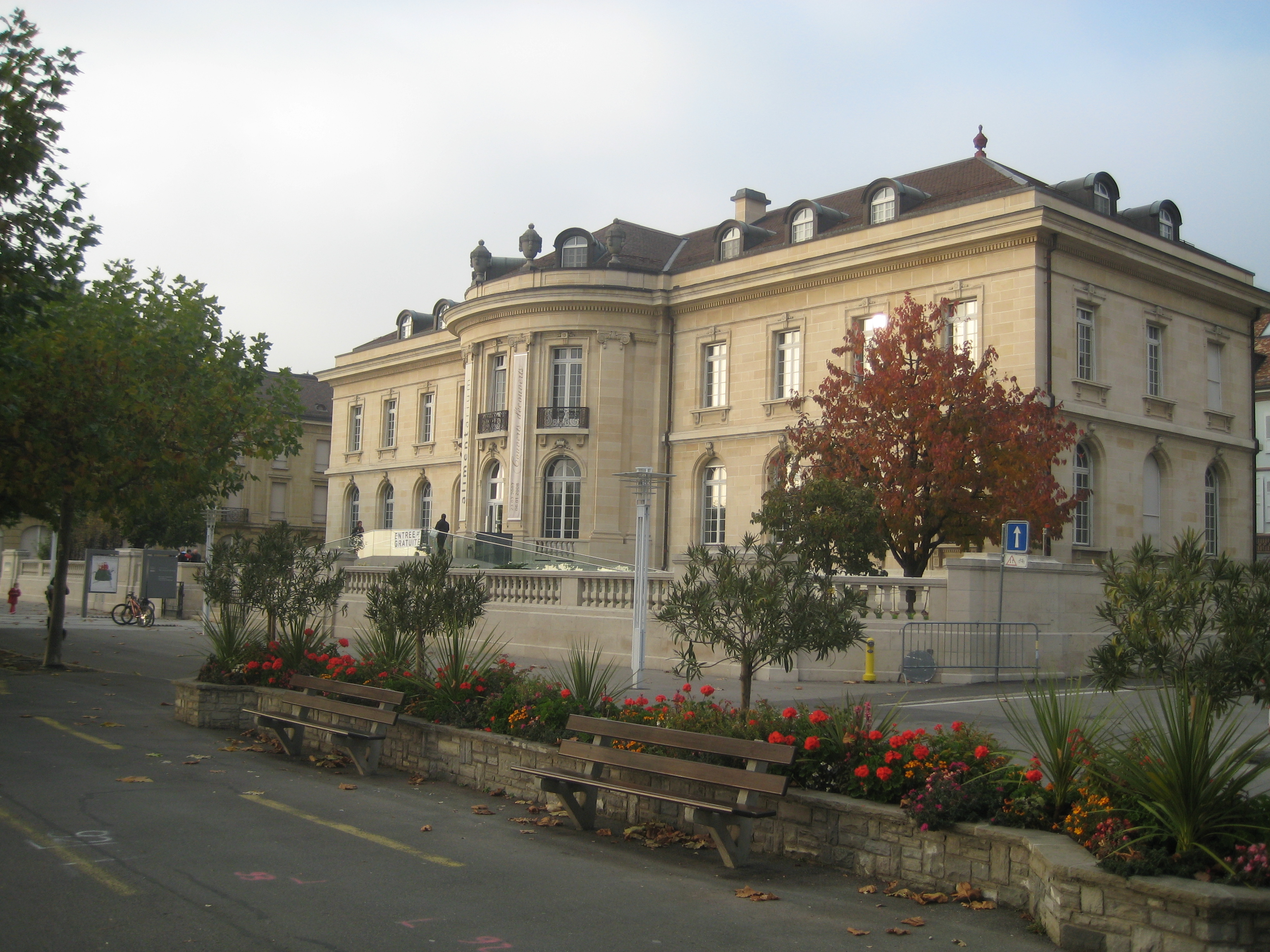
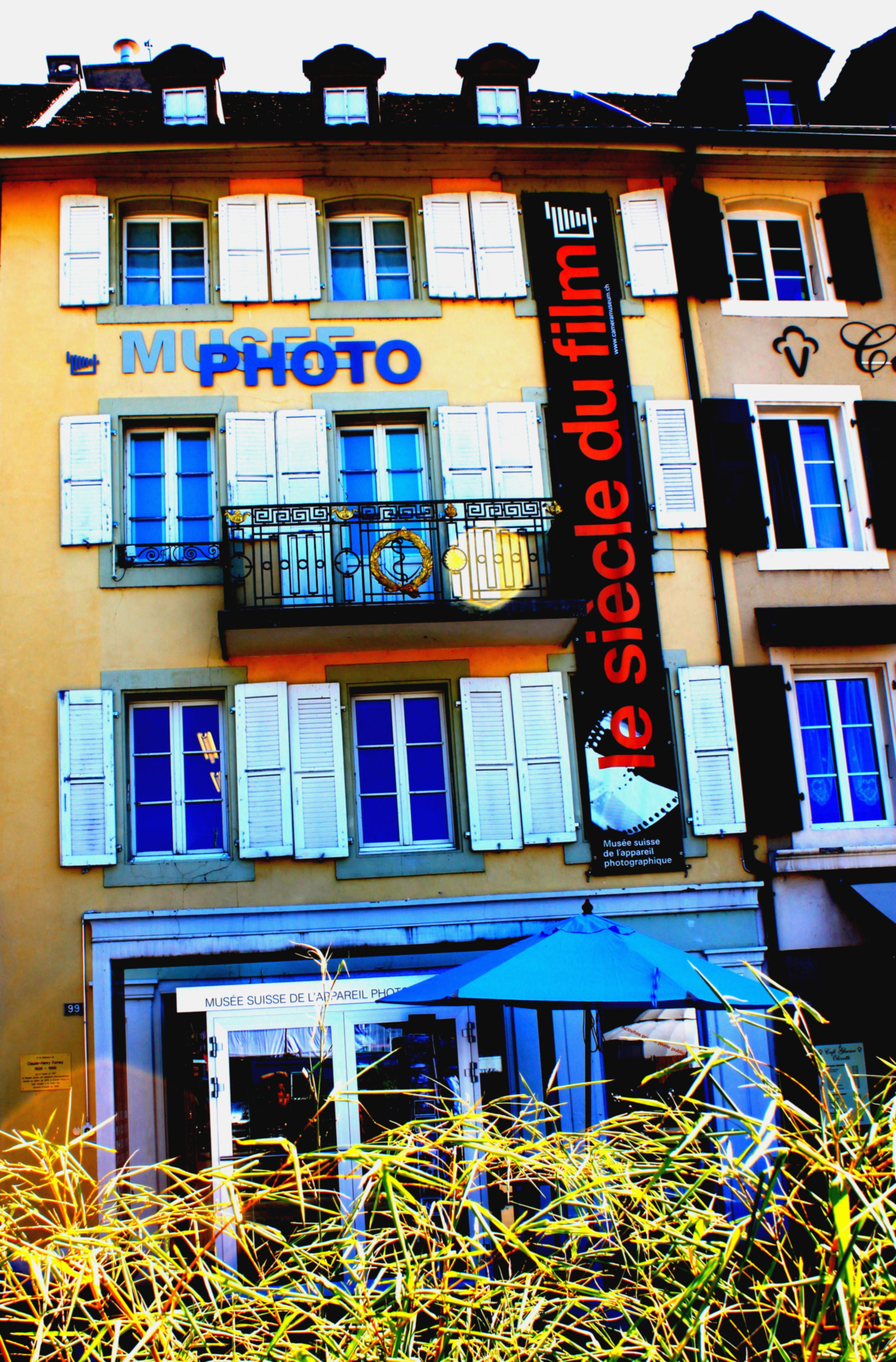
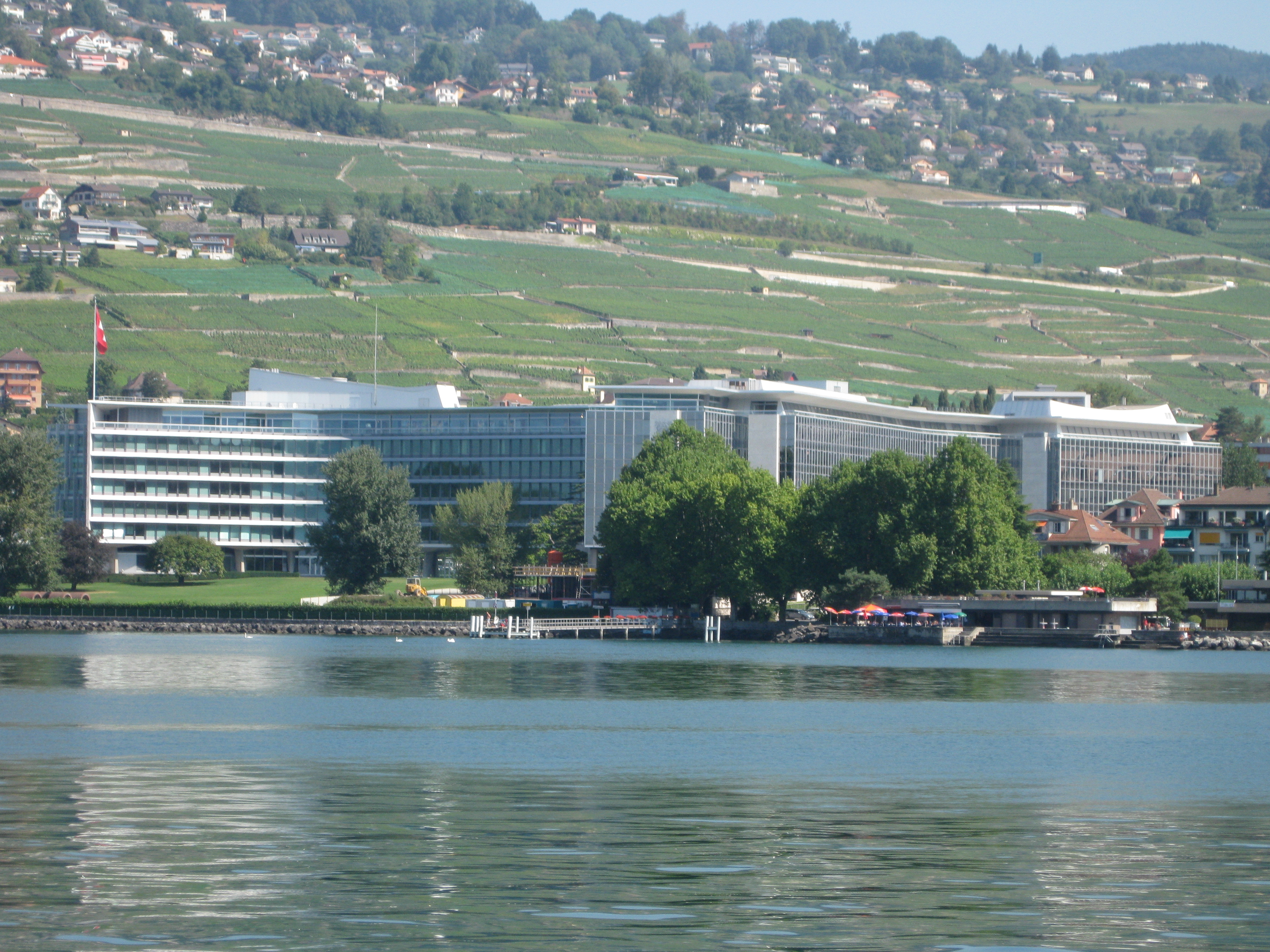
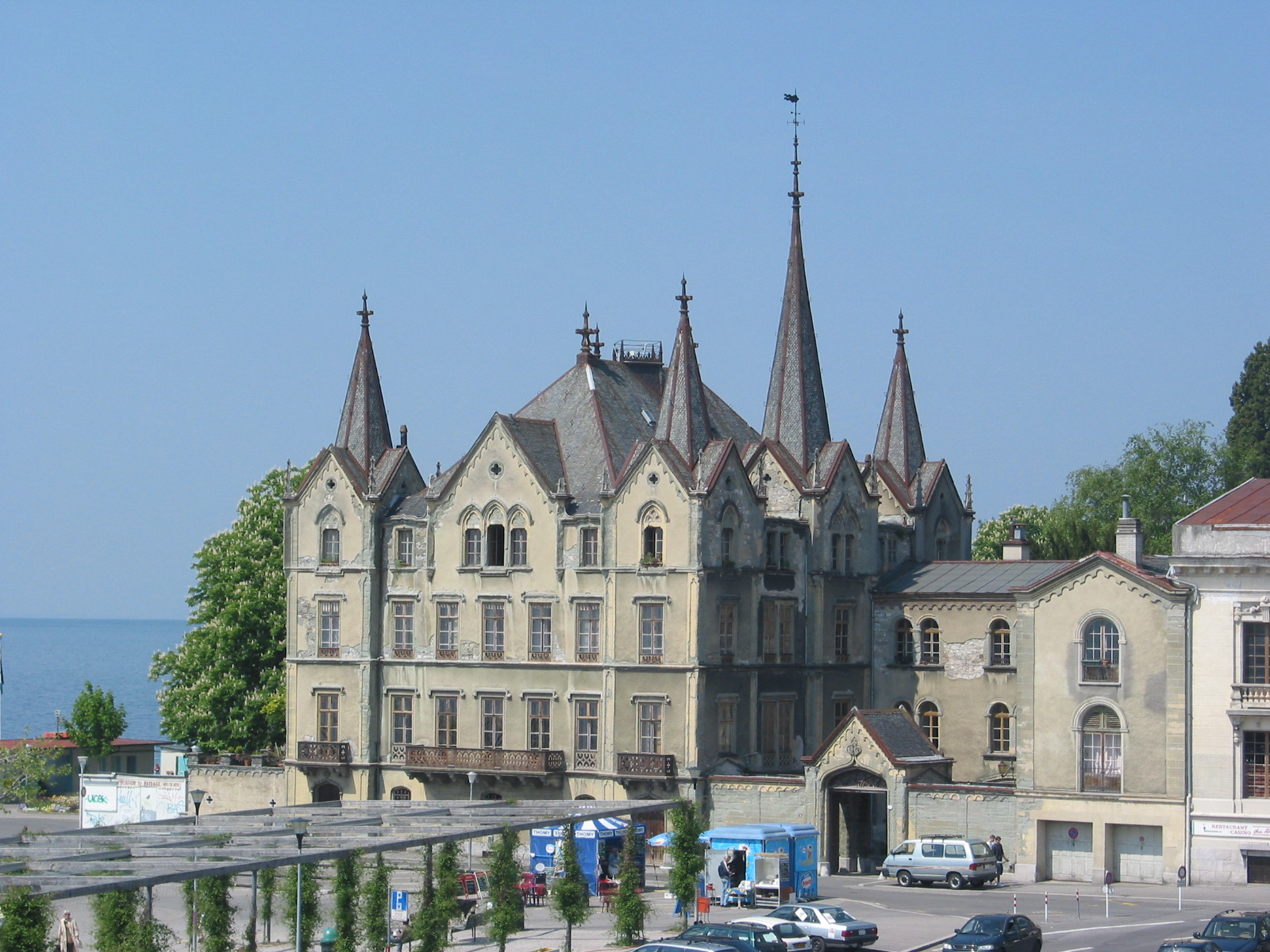
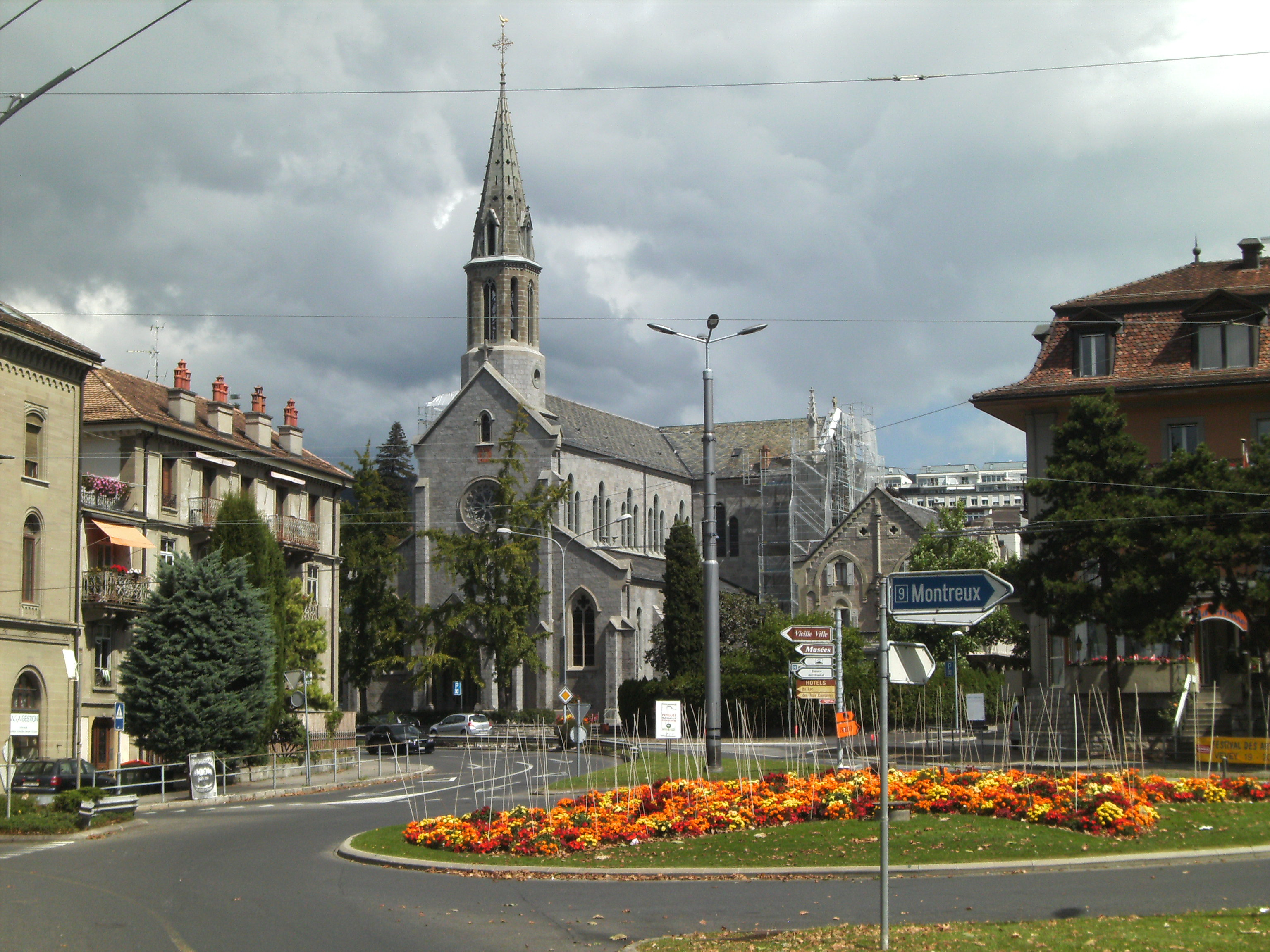
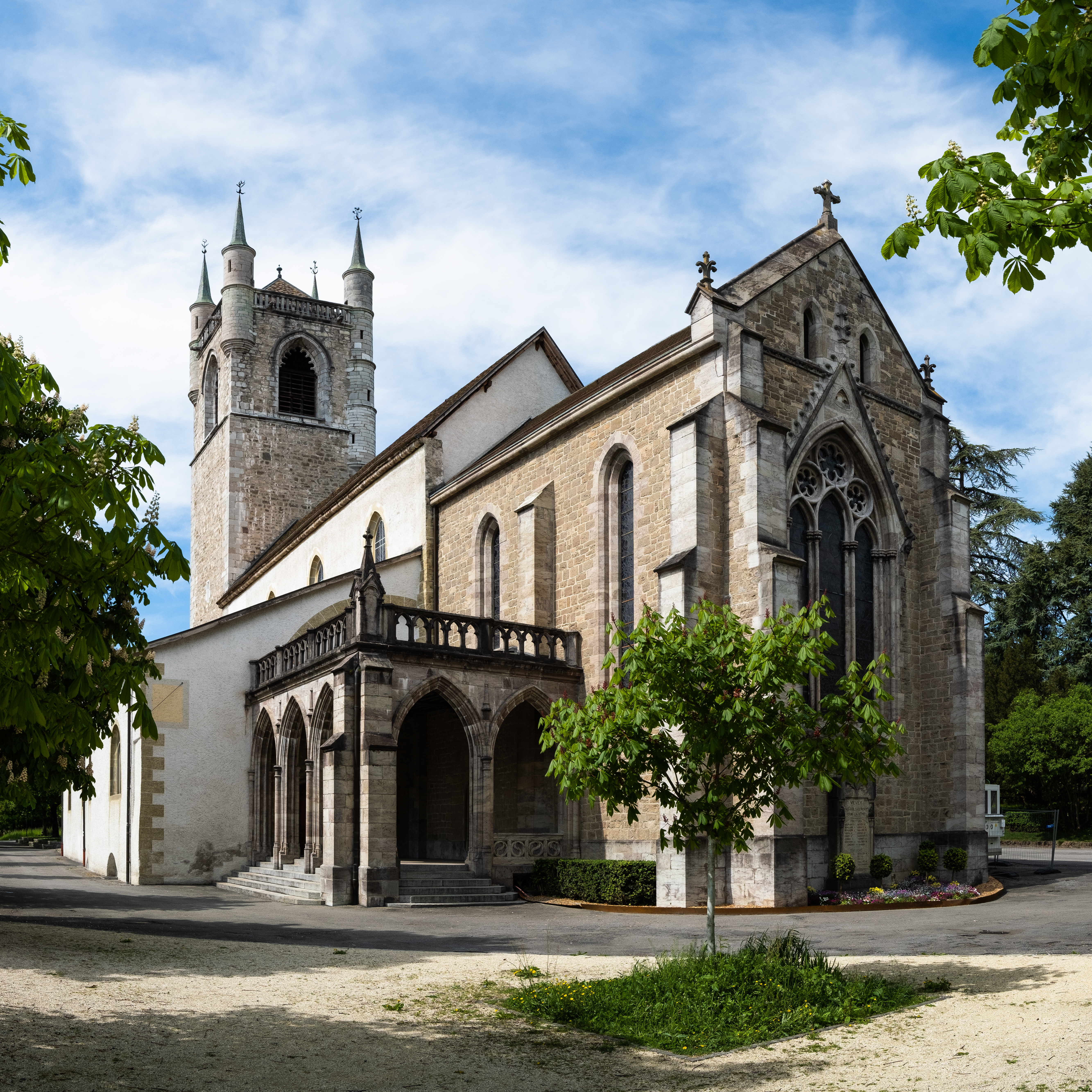
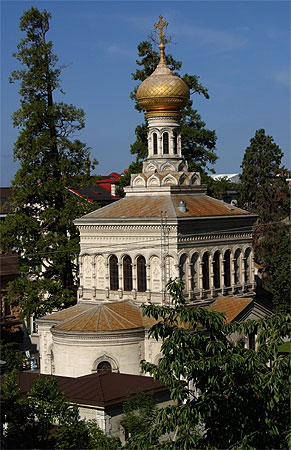
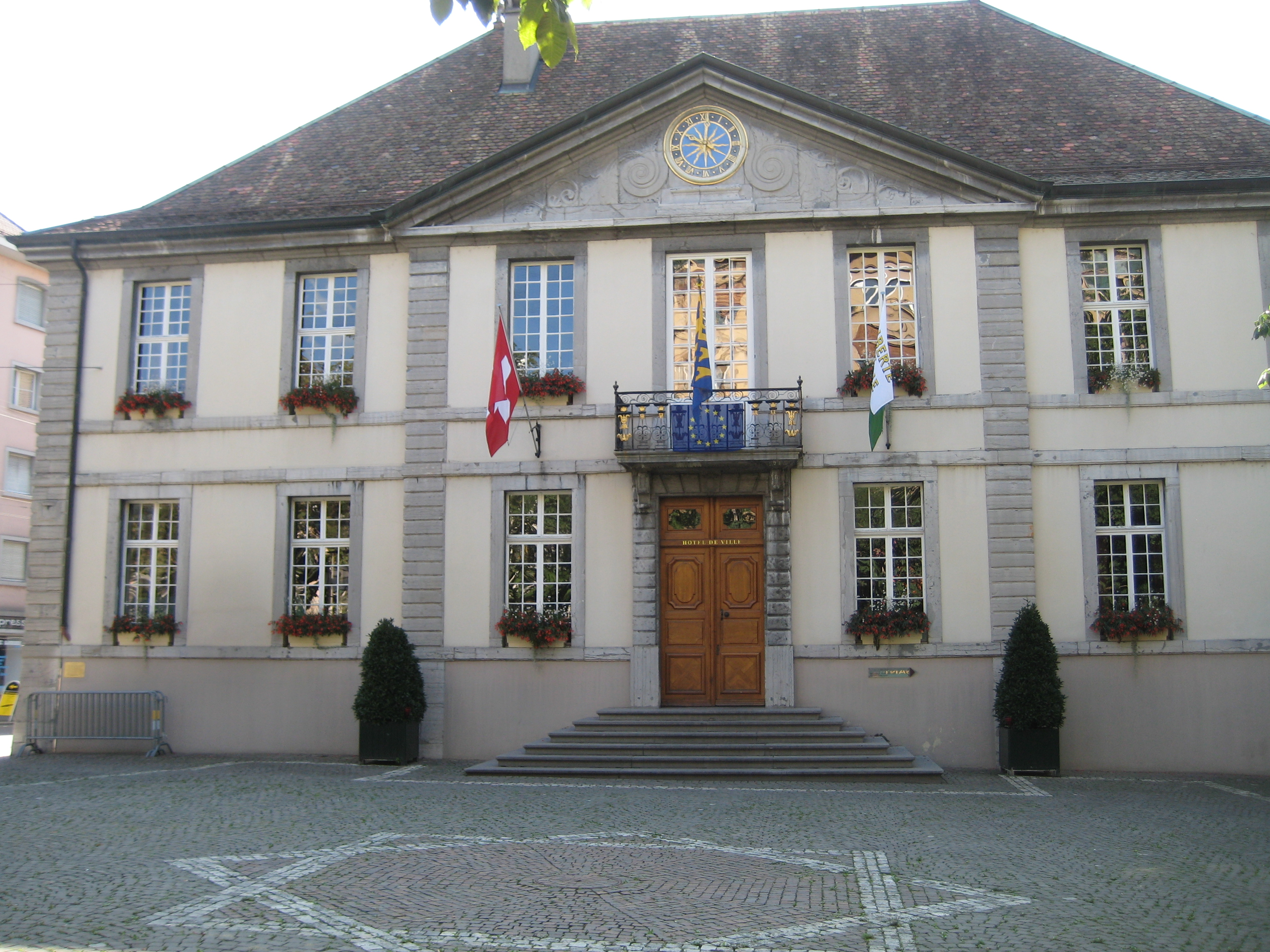
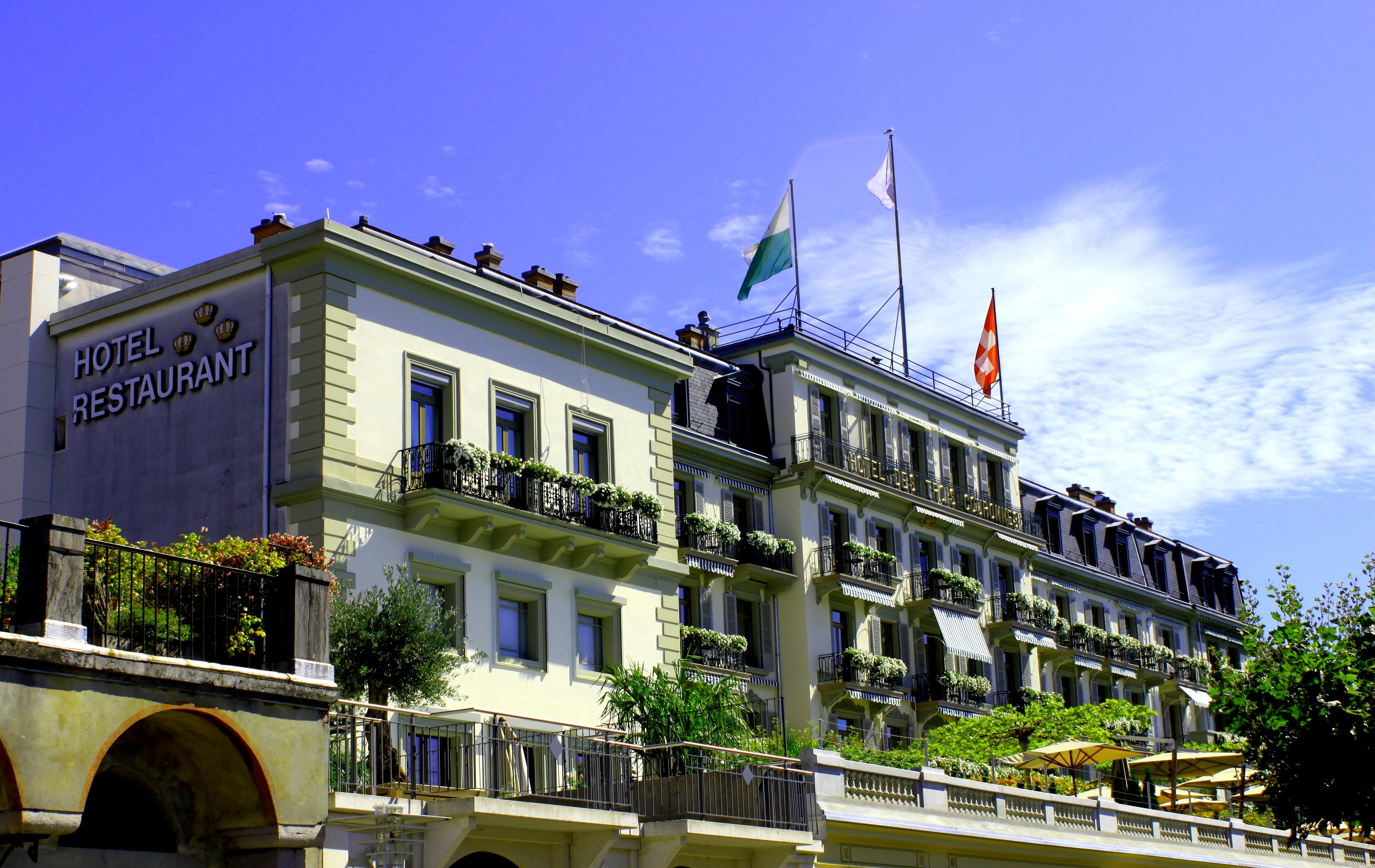
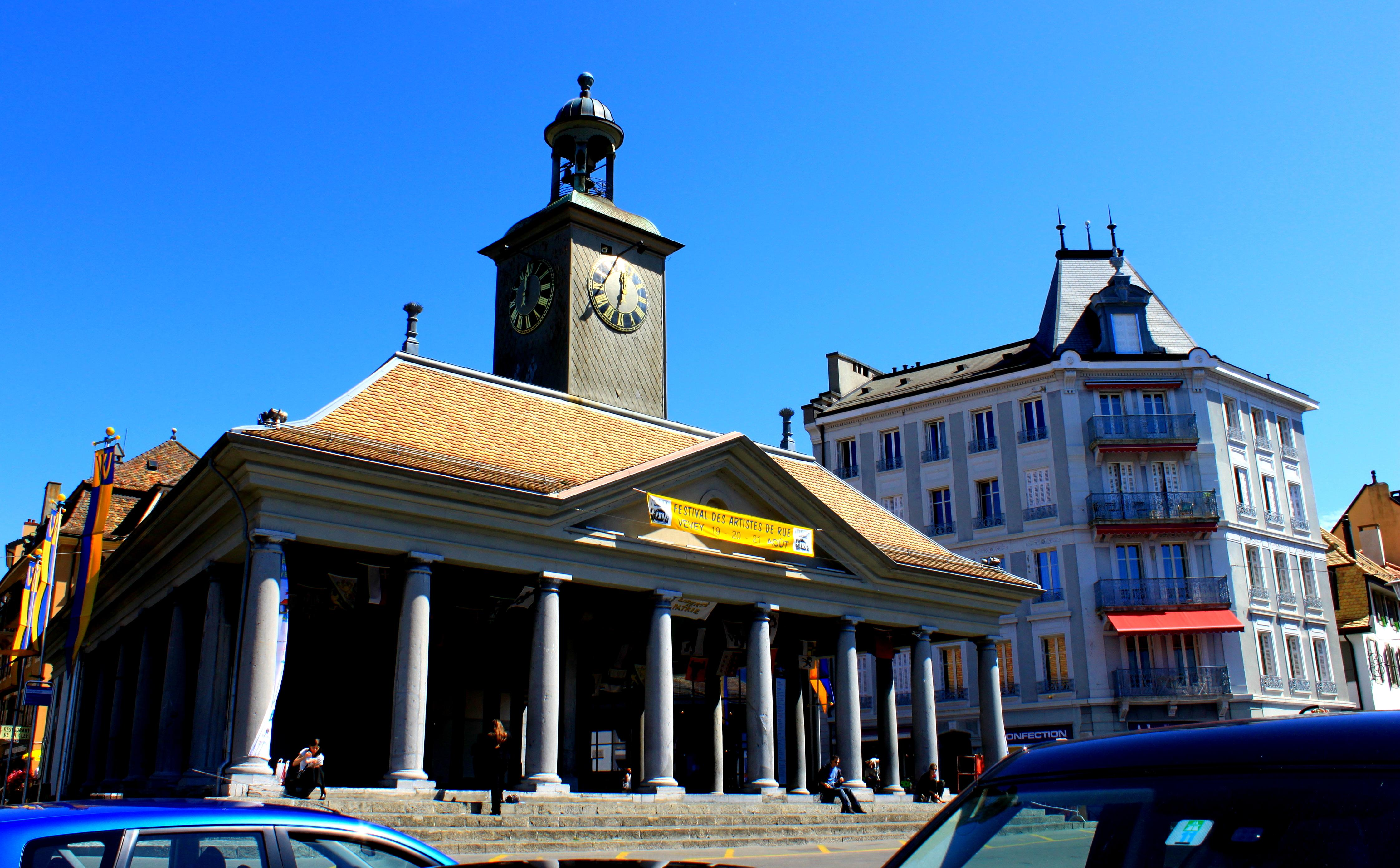
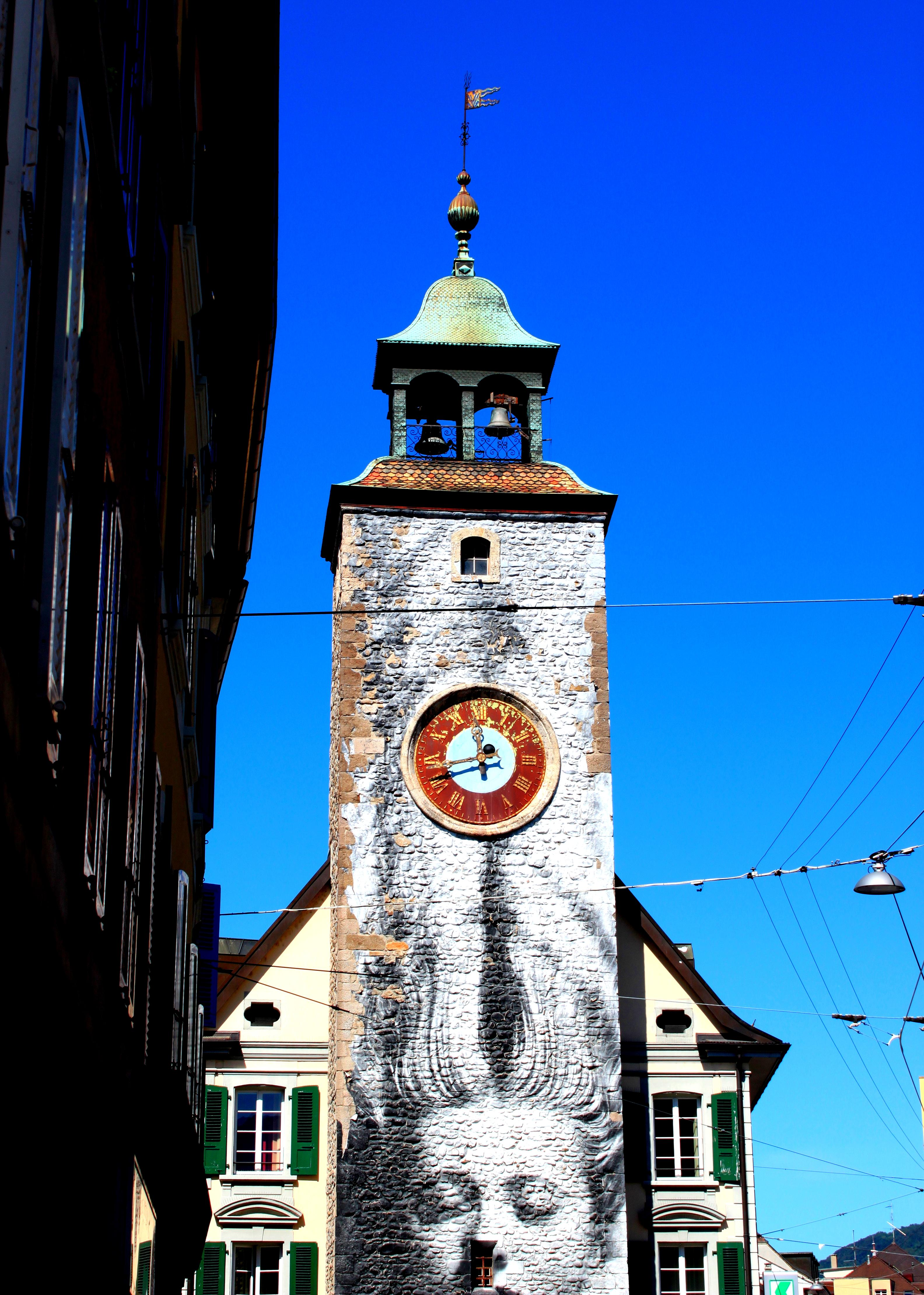